# Arctosa obscura
Arctosa obscura är en spindelart som beskrevs av Denis 1953. Arctosa obscura ingår i släktet Arctosa och familjen vargspindlar. Inga underarter finns listade i Catalogue of Life.